# くーねるまるた
『くーねるまるた』は、高尾じんぐによる日本の漫画作品。『ビッグコミックスピリッツ』（小学館）にて、2012年36・37合併号（2012年8月6日発売）から2018年7号（2018年1月15日発売）まで連載された後、第2部となる続編『くーねるまるた ぬーぼ』が同誌の2018年13号（2018年2月26日発売）から連載中。食事と日本文化を愛するポルトガル人の主人公が節約しながら料理と日常を楽しむ様子を描いた作品であり、2018年8月時点で電子書籍を含むシリーズ累計発行部数は100万部を突破している。2013年6月14日の『めざましテレビ』の特集では「グルメ漫画」と紹介された。

## 登場人物

### 主人公
マリア・マルタ・クウネル・グロソ
主人公のポルトガル人女性。趣味は、料理、散歩、読書。特技は、誰とでも仲良くなれること。好きなものは、美味しい食べ物、日本文化と建築物。八重歯が特徴。
リスボン出身。6月10日生まれ。地元の大学を卒業後、東京の大学院に都市工学を研究するため来日。本来は修士論文を提出し、帰国できる状況だが「この街と離れがたい」と感じ滞在を延長。文京区にある築70年の2階建てアパート「笑明館」の2階（1K、風呂無し、家賃30,000円）に住み、日雇いのアルバイトなどをして「他人から見れば無為な生活」を過ごす。日本に長く滞在していたおかげで日本語を流暢に話す。お金を使わない料理が得意で、貧乏な暮らしの中で工夫しての料理、外食、愉しみなどが漫画の主なテーマとなっており、マルタの独白による一人称視点でナレーションも語られる。また児童文学を中心に文学的な素養も深く、しばしばそれらの作品名や作者に言及する。他の笑明館の住人達とは皆仲が良く、一緒に行動することも多い。
『第2部』では、イリーナに請われて、ギャラリー「Saudade（サウダージ）」で勤務するように。ギャラリーで展示・販売する作品を求めて全国の職人のもとへ赴いている。笑明館が取り壊された後、大家の前田の厚意で、前田の自宅の離れに住まわせてもらっている。就職して収入が増え、自転車を購入。「ヴェルデ号」と名付け（車体が緑色なので緑のポルトガル語「verde（ヴェルデ）」から）、遠出を楽しんでいる。
長い名前はポルトガルの一般的な氏名どおり、「洗礼名・名前・母方の姓・父方の姓」の順番で、父方の姓「グロソ」は「食いしん坊」の意味。名前を日本語で「食う寝るマルタ」と勘違いされ、「のんきで食いしん坊なところがぴったり」と言われたこともある。
「しっかり者」の姉・エリザと、「元気でかわいい」妹・ラケルがいる。

### 笑明館
美緒子（みおこ）
マルタの「お隣さん」として最初に登場する女性。『第1部』第1巻/第4話より登場。3月13日生まれ。上野にある国立子ども図書館に司書として勤務。児童文学に造詣が深く、マルタにおすすめの本を色々紹介している。マルタとはよく食べ物をお裾分けし合っている。実家は岡山で、あまり表情を表に出さない父は漁師、おっとりしていて楽天家の母は教師。既婚の姉がいる。
温厚な性格で誰にでも優しいが、マルタと神永、由利絵の3人だけで夜のドライブに行って自分だけ置いてきぼりにされたと知ると（3人が出発する時に美緒子は仕事で不在だった）、流石にむくれて3人の前でその場にふて寝した。また、バックパッカーとして東南アジアを巡っていたことがある。
『第1部』第7巻の特別番外編として美緒子視点で描かれた「わたしのおとなりさん。」がある。
『第2部』では、マルタとの再会を登場人物の中でも特に喜び、マルタと共に前田の自宅でヨモギうどんを食べた時にはヨモギの花言葉（幸福、平穏、けっして離れない）に心情を重ね、再びマルタと過ごせる日々への嬉しさを噛み締めていた。
由利絵（ゆりえ）
笑明館の住人として2番目に登場する女性。『第1部』第2巻/第16話より登場。北海道出身の会社員（職種や勤め先は不明）。笑明館ではどちらの階に住んでいたかは不明。眼鏡を掛けている。美緒子同様、よくマルタに食べ物を差し入れてくれる。北海道のプロ野球チームのファンで、よく同僚を誘って野球観戦に出掛けているらしい。店主が同じチームを贔屓する居酒屋に、マルタと行ってテレビで野球観戦をした事も。
生真面目で常識的な性格で、暴走しがちな神永や由佳、マルタを美緒子と共に止める事が多い。マルタは由利絵を（年上の神永も含めて）「みんなのお姉さん的存在」と評している。
『第2部』第1巻の番外編「春うらら 〜新生活、こんなことがありました〜」では、大胆にヘアスタイルを変えた神永の陰で、ひっそりもみ上げを切ったことが明らかに。職場の新人指導で日々疲れ気味で、マルタの住まいで由佳にお灸をしてもらうこともあった。
神永（かみなが）
笑明館の住人として3番目に登場する女性。『第1部』第2巻/第17話より登場。本籍は東京で、1月18日生まれ。笑明館の住人の中で彼女だけが名字で呼称される。マルタ曰く笑明館のボス。町田の医院に勤める女医で、酒好き。酔うと2階にあるマルタの部屋を1階の自室と間違えて度々訪問する。独学で美大を目指しており、近所の実家を離れアパートの自室をアトリエとして絵画の勉強に励んでいる。神永の部屋には風呂が付いており、マルタの部屋より家賃が高い。風呂の無い部屋に住むマルタは、頻繁に彼女の部屋のシャワーを借りている。多忙で、時々マルタをお駄賃ありのお使いに行かせている。マルタの料理の腕を評価し、材料代を払って食べ物を作らせることも。小夜という小学生の姪がいる。
『第2部』では、美大に合格して医院を退職。学生として絵画を学んでいる。尚、副収入を得るためアルバイトとして医師の仕事も時々続けている模様。『第1部』同様、マルタの住まいで笑明館の元住人達と宴会を度々開いている。第1巻の番外編「春うらら 〜新生活、こんなことがありました〜」ではマルタの住まいに歯ブラシなどの私物を着実に増やしており、半同棲のような感じになっている。『第2部』でヘアスタイルを変えている。英語を話すことができ、ラケルとは英語を介してコミュニケーションをとっている。
由佳（ゆか）
『第1部』の終盤に登場し、最後の笑明館の住人となる女性。『第1部』第11巻/第155話より登場。大阪出身の鍼灸師で、東京に住む師匠のもとで学びながら働くために上京。笑明館には2階に住んでいた。笑明館の住人の中では一番小柄。大阪出身らしく金銭や損得に煩い一方、関東で典型的な関西人としてのリアクションを求められる事に辟易している。師匠が「医食同源」の考えを重視しているので、食材や料理と健康に関する知識が豊富。由佳本人も料理上手で、マルタときのこのちらし寿司を作ったり、神永と東西雑煮対決をして白味噌仕立ての関西風雑煮を作ったりもしている。マルタをツボマッサージした時、まったく凝りが無いマルタのストレスフリーな身体に驚愕したが『第2部』ではマルタの肩をさわった際に少し凝りがあることを発見。就職して肩凝りが出来た事実に、マルタは逆に喜んでいた。
前田 小春（まえだ こはる）
笑明館の大家。『第1部』第2巻/第18話より登場。京都出身の老齢の女性。朝食をごちそうしたり、盆踊りの浴衣を貸すなど、何かとマルタの面倒を見ている。京都から関東に嫁入りした時に持ってきた糠床を大切に世話しており、マルタも野菜を持ち寄り間借りして漬けさせてもらっている。また、節分の際には住人に豆撒きを指示するなど季節行事に拘る一面も持つ（『第1部』第2巻/第23話。本人は未登場）。孫が4人おり、そのうちの2人が作中で登場している（歩とその兄の男性カメラマン）。
『第1部』終盤で老朽化や耐震性の問題で笑明館が取り壊されると、行き場を失ったマルタに（息子が住んでいた）自宅の離れを無償で提供。『第2部』にも登場し、マルタの住まいの連絡先として自宅の電話を貸している。

### マルタの家族
エリザ
『第1部』第4巻/第62話より登場。マルタとラケルの姉。洗礼名は不明。リスボンの大学で学んだ植物学の専門家。結婚し、イギリスのロンドンに住む傍ら、同国の植物園に勤務している。右目の下に泣きぼくろがある。
大学を卒業してもポルトガルへ帰らない妹を心配して台湾の学会のついでに来日。当初はマルタに帰国を促すものの、隣人や街の人々に愛され、充実した毎日を送っている妹の様子を見て、「価値ある日々を過ごしている」、「マルタらしい贅沢な日々を過ごしている」と考えを変える。母への連絡を欠かさないことを言いつけ、後の選択は妹に任せてイギリスへ戻った。好物は日本語で「キツツキ」を意味する牛肉料理「ピカパウ」。
『第2部』では、東京都薬用植物園で薬用植物の講義をするために再来日し、作中で三姉妹が勢ぞろいした。ラケルが来日していることを内緒にされていた。
ラケル
『第2部』第2巻/第25話より登場。マルタとエリザの妹。洗礼名は不明。大学生だが、両親の許可を得た上で休学し、ワーキング・ホリデーを利用して来日。マルタの自宅に一緒に住むことになる。
日本のサブカルチャーに興味があり、当初の来日の目的もアニメを観たり、秋葉原へ行くことだった（しかし、マルタの自宅にはテレビがなく、当然アニメを見られなかった。持参したノートパソコンでアニメを視聴している様子も見られる）。日本国内にはアニメや漫画の舞台となった観光名所が多いことを知り、日本で働いて金を貯め、好きなアニメの舞台を巡ることを決意する。肝心の勤め先を探しているところ、マルタが、以前訪れた神保町のポルトガル菓子店「DOCE ESPIGA（ドース イスピーガ）」がちょうどポルトガル人スタッフを募集していることを思い出し、ラケルを紹介した。
マルタ以上にマイペースな性格で、しばしばマルタを振り回す。ちゃっかり者で考えなしに行動するクセがある。マルタとは違い、日本語はほとんど話せない。マルタと暮らしていることもあり、日本にすっかり馴染んでいるマルタでさえ罹ったことがあるホームシックとは無縁。姉であるマルタやエリザのことを呼び捨てで呼ぶ。
ラケル本人が初めて登場するのは『第2部』だが、マルタに妹がいることは『第1部』で明らかになっている。

### その他
2話以上登場している人物を、初登場した順に記載。
荷物の配達人
『第1部』第1巻/第1話より登場。男性。本名は不明。眼鏡を掛けている。彼がマルタの実家からの仕送りの配達のために笑明館へ訪れるところから物語が始まる。主に作中の夏季に登場し、配達するたびに水着姿のマルタに遭遇する。『第2部』にも登場し、神永からの引っ越し祝いの桜の絵を配達した。
美智子（みちこ）
『第1部』第1巻/第6話より登場。笑明館の近所にある「銀早会館」で子供向け絵画教室を開いている女性。芸大出身。マルタが時々アルバイトしに行っている。麻衣という姪がいる。
ヒロシ
『第1部』第1巻/第6話より登場。美智子が開いている絵画教室の男子生徒。イタズラ好きで、よくマルタをからかっている。
国枝（くにえだ）
『第1部』第2巻/第19話より登場。古道具屋のオーナーの女性。元々は投資銀行で働いていた。バーバラ・クーニー著「ルピナスさん」という絵本がきっかけで古道具屋に。神永の知人で、マルタの日雇いアルバイト先の1つ。また、別のアルバイト先として文里の店を紹介した。
藤井（ふじい）
『第1部』第2巻/第29話より登場。マルタの大学院時代の同級生の女性。カヌーが趣味。右利きの蟹と左利きの蟹の研究をしており、アフリカに行っていた。また、台風の中心の方向を風向きで知る方法や、銀杏の調理法、懐中電灯を使った簡易ランタンの作り方など、様々な生活の知恵をマルタに伝授した。
伊藤（いとう）
『第1部』第3巻/第32話より登場。男性。眼鏡を掛けている。都内の大学で建築学を教えていたが、退職を機に逗子に移り住み、釣りと読書の日々を送っている。マルタとは大学の構内で捨てられた2匹の黒猫を見つけた時に知り合う（ちなみにマルタは伊藤の講義を受けていない）。2匹の黒猫は「パブロ」と「パロマ」と名付けて飼うことになった。毎年5月のアンチョビ作りや、夏野菜の収穫の際には手伝ってもらうためにマルタを呼び出す。無口だが、興が乗るとウクレレを演奏してくれる（腕はいまいち）。妻と咲紀という姪がいる。
数代（かずよ）
『第1部』第3巻/第37話より登場。商店街にあるマルタの馴染みの精肉店のおかみさんで銭湯仲間。6人の息子がおり、すでに全員独立している。LS（レモンサワー）研究会の初代会長。
マスター
『第1部』第3巻/第38話より登場。国枝が通うようになったバー「Sir-Who」のマスターで男性。本名は不明。秘密のツナサンドのレシピを持っている。二児の父で、年に一度、夏至の日に家族を店に招待する。マルタの日雇いアルバイト先の1つ。
文里（あやさと）
『第1部』第4巻/第59話より登場。「山本漆器店」のオーナーの女性で、一人で店を運営している。眼鏡を掛けている。金沢で漆の修業をしていた。マルタの日雇いアルバイト先の1つで、国枝に紹介された。また、イリーナの知人であり、彼女にマルタを紹介した。
パン屋
『第1部』第6巻/第84話より登場。商店街にあるパン屋を営んでいる夫婦。本名は不明。店の手伝いとして数代にマルタを紹介された。初登場時に妻が臨月を迎えており、作中で陣痛を起こしたのちに娘を生んだ。娘にはマルタのファーストネーム（洗礼名）の「マリア」にあやかって「真理（まり）」と名付けた。真理のベビーシッターもマルタに頼んでいる。
お菊（おきく）
『第1部』第6巻/第93話より登場。菊の花が好きな八百屋さんの女性。本名は不明。若く見えるが孫もいる。数代とは小学校からの同級生であり、互いに「数ちゃん」「菊ちゃん」と呼び合っている。
小夜（さや）
『第1部』第7巻/第98話より登場。神永の姪（姉の娘）。叔母の神永を慕っているが、夜の仕事（医師）の邪魔になるため、母から神永に会うことを止められていた。マルタに初めて会って以降、神永に会っているだけでなく、料理を教わりにマルタの元を訪れている。
小石川ロッキーズ（こいしかわロッキーズ）の少年たち
『第1部』第10巻/第146話より登場。少年野球チーム。試合当日にメンバー不足に陥り、急遽野球のルールを全く知らないマルタを助っ人に起用する。しかし試合には敗北し、マルタの結果は3打席1安打（スライディングがわからずタッチアウト）2三振、3エラー（うちタイムリーエラー2つ）だった。翌週の試合前にマルタがポルトガルのクラッカーサンドである「マルメラーダ」を差し入れたところ、チームが勝利したのを機に、特別な試合の前には彼女に食べ物の差し入れを頼むようになる。
麻衣（まい）
『第1部』第12巻/第166話より登場。美智子が開いている絵画教室の女子生徒で、美智子の姪。バレエを習っている。ヒロシとはケンカをすることもあるが、決して険悪ではなく微妙な関係にある。
イリーナ
『第1部』第14巻/第202話より登場。ギャラリー「Saudade（サウダージ）」のオーナーのブラジル人女性。文里の知人。日本に10年以上滞在しており、マルタと同様に、日本が好きで日本語を流暢に話す。母国語が同じポルトガル語ということで、マルタと意気投合し、「日本中に友達をつくる」才能を見出した上で彼女を店員に採用する。曾祖父が日本人であることから、観光目的で来日した際に骨董と出会い、頑張って働いた結果、ギャラリーを開くという夢を叶えた。日本の運転免許を取得しており、『第2部』では、出張先の京都でレンタカーを借り、熊の出没する林道を必死に運転した。
店名に使われている「saudade」という単語は、ポルトガル語独特のニュアンスを持っており、「過去を懐かしむ」という意味だけではなく、「失った人や物といずれまた会いたい、取り戻したい」という期待も込められた、人の持つ複雑な感情を表わす言葉。「サウダージ」はブラジル発音であり、ポルトガル発音は「サウダーデ」となる。イリーナはこの発音に拘っており、『第2部』第1巻/第1話及び第4話にてマルタは「サウダーデ」と呼んでいたが、第6話と第7話の間に挿入された番外編「春うらら 〜新生活、こんなことがありました〜」で、マルタに店名の発音について注意した（以降はマルタも「サウダージ」と呼んでいる）。
秋元 恵（あきもと めぐみ）
『第2部』第1巻/第9話より登場。浅草の江戸扇子職人の女性で、イリーナの友人。江戸扇子を作る傍ら、サンバチームを持っており、イリーナを先生に迎えてサンバの踊りを教わっている。マルタを夏のサンバカーニバルに参加させるべく、サンバチームのメンバー候補に入れている。
マリとサヤカ
『第2部』第5巻/第56話より登場。ラケルのオタク友達の女性達。眼鏡を掛けている方がマリで、黒髪の方がサヤカ。アニメの「聖地」に一人で訪れたラケルと出会い仲良くなった。ラケルと一緒にカラオケに行ったり、コスプレの衣装合わせのためにマルタの家に訪れたりしている。ラケルとは翻訳機、簡単な日本語や英語、身振り手振りでコミュニケーションをとっている。
歩（あゆみ）
『第2部』第9巻/第121話より登場。前田小春の孫で女性。名字については作中で言及されていないため、前田姓であるかは不明。初登場時は高校生で、東京の大学を受験するために小春の家に宿泊していた。その後、第一志望の大学に合格し、上京して一人暮らしを始めた。小春所有の離れの家はマルタがすでに住んでいるため、離れの家とは別のところに住んでいる。ドジでおっちょこちょいだがどこか憎めない頑張り屋。あがり症を克服するために空手を習っていた。東京の大学に進学したのは外国語を勉強するためであり、英語を流暢に話すことができる。カメラマンの兄がいる。

## 書誌情報
- 高尾じんぐ 『くーねるまるた』 小学館〈ビッグスピリッツコミックススペシャル〉、全14巻
  1. 2013年1月30日発売[5]、ISBN 978-4-09-184847-5
  2. 2013年5月30日発売[6]、ISBN 978-4-09-185305-9
  3. 2013年11月29日発売[7]、ISBN 978-4-09-185728-6
  4. 2014年4月30日発売[8]、ISBN 978-4-09-186246-4
  5. 2014年10月30日発売[9]、ISBN 978-4-09-186710-0
  6. 2015年4月30日発売[10]、ISBN 978-4-09-187084-1
  7. 2015年9月30日発売[11]、ISBN 978-4-09-187279-1
  8. 2015年10月30日発売[12]、ISBN 978-4-09-187280-7
  9. 2016年4月28日発売[13]、ISBN 978-4-09-187673-7
  10. 2016年10月28日発売[14]、ISBN 978-4-09-189274-4
  11. 2017年1月30日発売[15]、ISBN 978-4-09-189445-8
  12. 2017年5月30日発売[16]、ISBN 978-4-09-189575-2
  13. 2017年10月30日発売[17]、ISBN 978-4-09-189678-0
  14. 2018年2月23日発売[18]、ISBN 978-4-09-189842-5
- 高尾じんぐ 『くーねるまるた ぬーぼ』 小学館〈ビッグスピリッツコミックススペシャル〉、既刊17巻（2025年6月30日現在）
  1. 2018年8月30日発売[4]、ISBN 978-4-09-860097-7
  2. 2018年12月27日発売[19]、ISBN 978-4-09-860195-0
  3. 2019年6月28日発売[20]、ISBN 978-4-09-860340-4
  4. 2019年10月30日発売[21]、ISBN 978-4-09-860500-2
  5. 2021年2月26日発売[22]、ISBN 978-4-09-861004-4
  6. 2021年6月30日発売[23]、ISBN 978-4-09-861084-6
  7. 2021年10月29日発売[24]、ISBN 978-4-09-861167-6
  8. 2022年2月28日発売[25]、ISBN 978-4-09-861273-4
  9. 2022年7月29日発売[26]、ISBN 978-4-09-861432-5
  10. 2022年11月30日発売[27]、ISBN 978-4-09-861504-9
  11. 2023年2月28日発売[28]、ISBN 978-4-09-861614-5
  12. 2023年7月28日発売[29]、ISBN 978-4-09-862336-5
  13. 2023年12月27日発売[30]、ISBN 978-4-09-862670-0
  14. 2024年4月30日発売[31]、ISBN 978-4-09-862829-2
  15. 2024年9月30日発売[32]、ISBN 978-4-09-863045-5
  16. 2025年1月30日発売[33]、ISBN 978-4-09-863258-9
  17. 2025年6月30日発売[34]、ISBN 978-4-09-863469-9

### 廉価版
2022年8月から2023年5月にかけて、小学館のコンビニコミック「My First BIG」レーベルで、『第1部』のエピソードを収録した廉価版コミックスが毎月第1金曜日に発売された。主にコミックスの発売月に合わせたエピソードが収録されている。
- 高尾じんぐ 『くーねるまるた』 小学館〈My First BIG〉、全10巻
  - 「干し鱈（バカリャウ）のコロッケ」2022年8月5日発売[35]、ISBN 978-4-09-803527-4
  - 「トマトスープそうめん」2022年9月2日発売[36]、ISBN 978-4-09-803551-9
  - 「タコタコス」2022年10月7日発売[37]、ISBN 978-4-09-803578-6
  - 「栗おこわ」2022年11月4日発売[38]、ISBN 978-4-09-803606-6
  - 「雑煮」2022年12月2日発売[39]、ISBN 978-4-09-803635-6
  - 「洋風牡蠣ご飯」2023年1月6日発売[40]、ISBN 978-4-09-803664-6
  - 「熱々! 和風オニオングラタンスープ」2023年2月3日発売[41]、ISBN 978-4-09-803684-4
  - 「タラの芽のペペロンチーノ」2023年3月3日発売[42]、ISBN 978-4-09-803710-0
  - 「スパニッシュオムレツ」2023年4月7日発売[43]、ISBN 978-4-09-803747-6
  - 「塩こうじのスペアリブ」2023年5月6日発売[44]、ISBN 978-4-09-803770-4